# 第聶伯低地

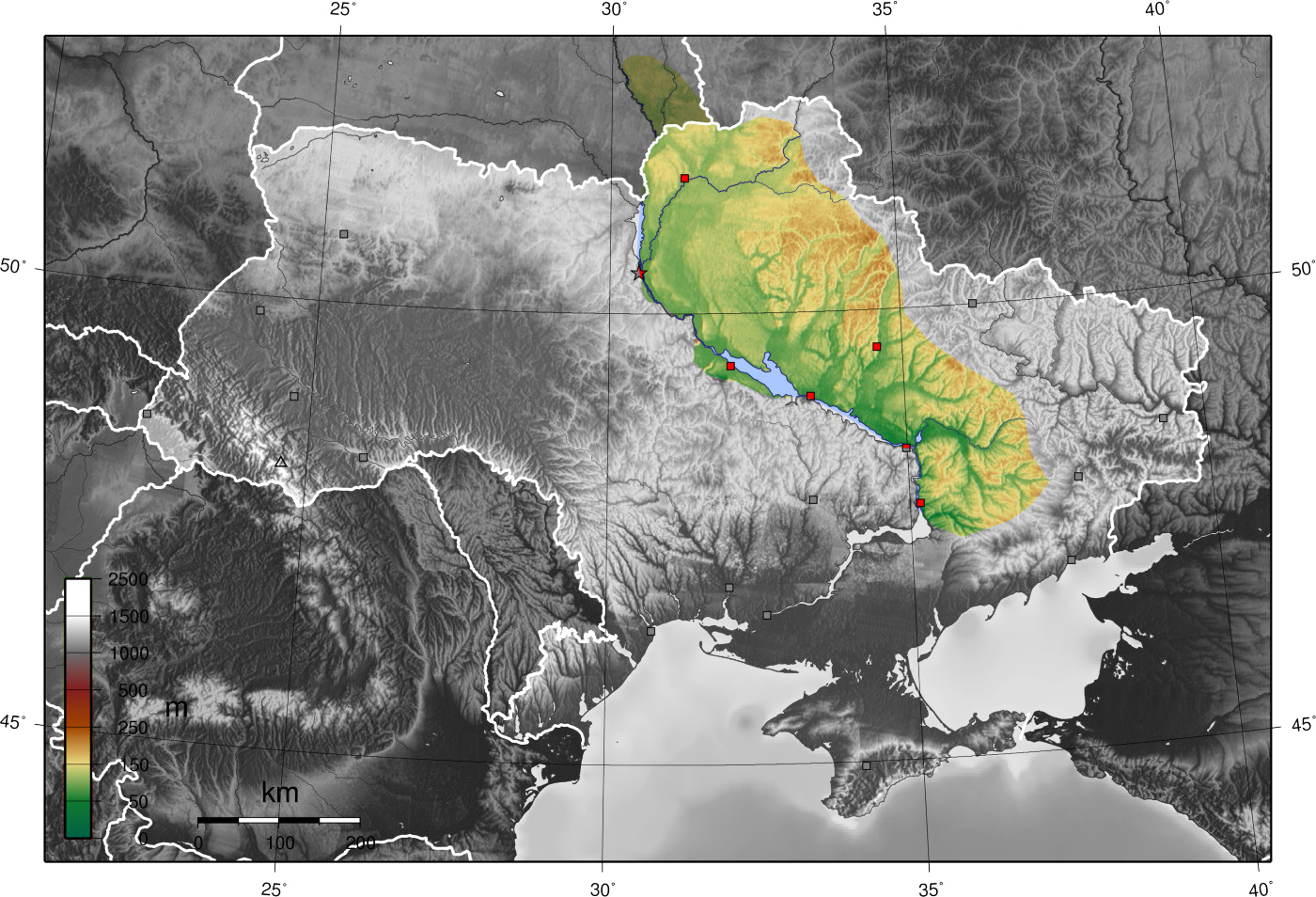

第聶伯低地（羅馬化：Prydniprovska nyzovyna）是位於白俄羅斯和烏克蘭的低地，屬於東歐平原的一部分，位於第聶伯河左岸，平均海拔高度100至150米，最高點海拔高度226米。該地區蘊藏石油、天然氣等資源。
1. ↑  毛汉英，裘新生 (编). . 北京: 商务印书馆. 1984: 409. ISBN 12017-292 请检查|isbn=值 (帮助).